# Gyasi Zardes
Gyasi A. Zardes, född 2 september 1991, är en amerikansk fotbollsspelare som spelar för Austin FC i Major League Soccer. Han representerar även USA:s landslag.

## Klubbkarriär
Den 20 januari 2018 värvades Zardes av Columbus Crew i en övergång där Ola Kamara gick i motsatt riktning till Los Angeles Galaxy.
Den 12 december 2022 värvades Zardes av Austin FC, där han skrev på ett treårskontrakt.

## Landslagskarriär
Zardes debuterade för USA:s landslag den 29 januari 2015 i en 3–2-vinst över Chile, där han i den 68:e minuten byttes in mot Clint Dempsey.